# Morgane Riou
Morgane Riou (Nantes, 6 de enero de 1986) es una deportista francesa que compite en triatlón y duatlón.
Ganó dos medallas en el Campeonato Europeo de Triatlón Campo a Través, en los años 2017 y 2019, y una medalla en el Campeonato Europeo de Xterra Triatlón de 2019. Además, obtuvo tres medallas en el Campeonato Europeo de Duatlón Campo a Través entre los años 2019 y 2022.

## Palmarés internacional
| Campeonato Europeo | Campeonato Europeo    | Campeonato Europeo | Campeonato Europeo |
| Año                | Lugar                 | Medalla            | Prueba             |
| ------------------ | --------------------- | ------------------ | ------------------ |
| 2017               | Târgu Mureș (Rumania) | Medalla de plata   | Individual         |
| 2019               | Târgu Mureș (Rumania) | Medalla de oro     | Individual         |

| Campeonato Europeo | Campeonato Europeo           | Campeonato Europeo | Campeonato Europeo |
| Año                | Lugar                        | Medalla            | Prueba             |
| ------------------ | ---------------------------- | ------------------ | ------------------ |
| 2019               | Prachatice (República Checa) | Medalla de oro     | Individual         |

| Campeonato Europeo | Campeonato Europeo    | Campeonato Europeo | Campeonato Europeo |
| Año                | Lugar                 | Medalla            | Prueba             |
| ------------------ | --------------------- | ------------------ | ------------------ |
| 2019               | Târgu Mureș (Rumania) | Medalla de oro     | Individual         |
| 2021               | Andalo (Italia)       | Medalla de oro     | Individual         |
| 2022               | Bilbao (España)       | Medalla de plata   | Individual         |